# Place du Batty
À ne pas confondre avec la place du Baty à Seny
La place du Batty est une place publique du quartier et de la colline de Cointe à Liège en Belgique (région wallonne).

## Histoire
La place est empruntée dès 1895 par la première ligne liégeoise de tramways électriques. Elle sert de terminus. Les rails seront enlevés en 1934.

## Description
Cette place pavée est le centre animé du quartier de Cointe. Sept rues s'y raccordent. Le centre est occupé par un rond-point orné d'une petite statue représentant une jeune dame tenant un bébé dans ses bras et chevauchant une tortue.

## Voiries adjacentes
- Boulevard Gustave Kleyer
- Avenue de l'Observatoire
- Rue Constantin Le Paige
- Rue du Puits
- Rue du Chéra
- Avenue de Cointe
- Rue du Batty

### Source et lien externe
- Claude Warzée, « Le plateau de Cointe », sur Liège, photos d'hier et d’aujourd’hui (consulté le 5 août 2023)